# Juan Pablo Echagüe

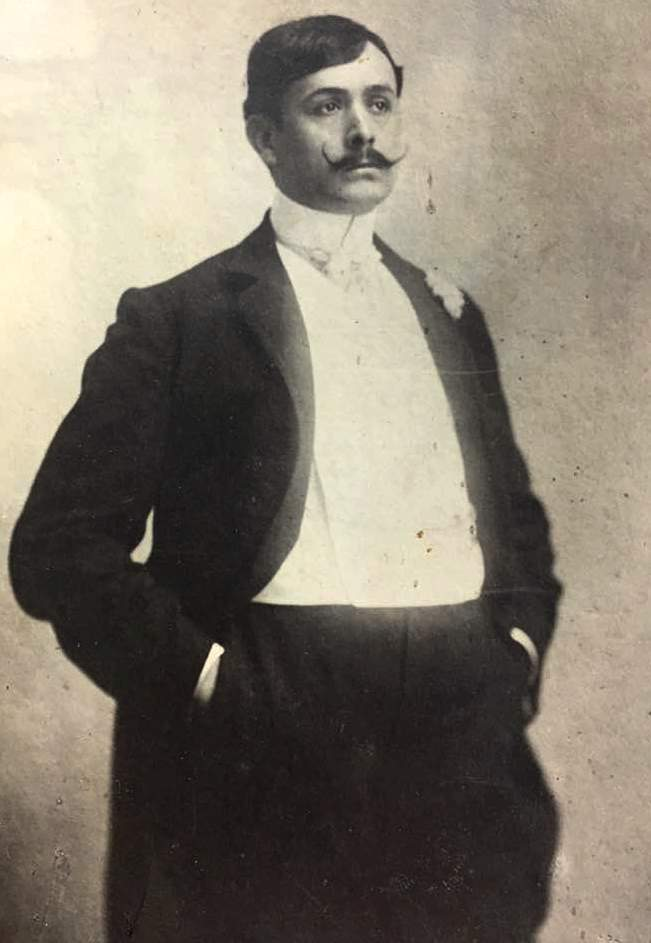
Juan Pablo ("Jean-Paul") ECHAGÜE

Juan Pablo Echagüe (San Juan, 16 de noviembre de 1875-Buenos Aires, 5 de septiembre de 1950), conocido también como Jean Paul, fue un escritor, crítico literario y periodista argentino.
Echagüe, doctor en Historia y cuya obra es fecunda y proficua, fue considerado, a justo título, “el maestro de los críticos argentinos” y también “pintor de historia”.
Fue periodista, representante en Francia del diario La Nación, hacia 1910.

## Biografía
Juan Pablo Echagüe era hijo del poeta y periodista, Pedro Echagüe y de Epifania de la Barrera. Nació en la ciudad de San Juan el 30 de junio de 1875, registrándose su bautismo el 16 de noviembre. Contrajo matrimonio con Dolores Naón Peralta, ahijada de Dardo Rocha y hermana de Rómulo Naón, el 5 de octubre de 1918.

Junto a su padre pasó mucho tiempo en la redacción del diario El Zonda. Abandonó su carrera militar e ingresó al diario El Argentino, donde se le confió la crítica teatral. Allí, su seudónimo de “Jean Paul” llegó a popularizarse; sus juicios eran severos, de estilo enérgico y acerada ironía, con apretadas síntesis y eran esperados al día siguiente de los estrenos. Luego dejó El Argentino para trabajar en El País, junto a los prestigiosos periodistas Paul Groussac, Francisco Grandmontagne, Ricardo Rojas, Monteavaro, Duhau, Ingenieros, Becher y otros reconocidos escritores.
Sus crónicas teatrales en El País, y más tarde en La Nación, fueron recogidas luego en volúmenes tales como Prosa de combate, Un teatro en formación y Una época del teatro argentino. Sus críticas también aparecen como colaboraciones en El Diario, La Razón y en la popular revista Caras y Caretas, pero es en La Nación donde se publican sus críticas de teatro más conocidas, entre 1912 y 1918.
El 4 de septiembre de 1903 apareció en El País la primera crítica firmada Jean Paul, comentando “Culpas ajenas” de Martín Coronado. La guerra de 1914, al interrumpir bruscamente la labor de autores y actores extranjeros, dejó casi huérfano de espectáculos a Buenos Aires acostumbrado a albergar lo mejor del teatro francés, español e italiano en obras y actores. Ello dio al teatro nacional un empuje y no es exagerado decir que Juan Pablo Echagüe fue el crítico más autorizado de esa época. 
Sus personalidad se articuló entre la visión del filósofo y la del crítico. Fue un hombre de una gran cultura y de un talento ecléctico, varios de cuyos relatos y novelas que fueron premiadas. Su obra es plural, allí se mezcla la crítica, la historia y la imaginación.

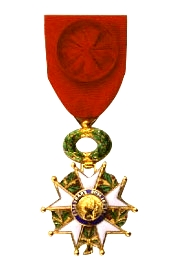
Legión de Honor

Su novela, Hechizo en la montaña, es una obra movida por el destino y su primera pieza de teatro Alas que no volaron, es también otro triunfo del destino. Exaltó su tierra natal en libros como Paisajes y figuras de San Juan; Por donde corre el Zonda, Tierra de huarpes. Sus dos novelas principales son Hechizo en la montaña y La tierra del hambre.
Echagüe es conocido en Argentina y en el extranjero, particularmente en Hispanoamérica, pero París fue en cierta forma, su segunda patria, viajó varias veces a Europa, donde acrecentó su cultura de autodidacta y allí recibió honores, que alentaron su labor literaria. En el Conservatorio Lavardén, un instituto privado de enseñanza artística, fundado en 1907 por Gregorio de Laferrère del que fue director Calixto Oyuela, Echagüe fue Secretario alternándose con personalidades como Enrique García Velloso y Josué Quesada. Fue miembro de la Academia Argentina de Letras, de la Academia Nacional de Historia y de la Academia Argentina de Estudios Históricos, también de la Asociación Sarmientina y del Instituto Argentino de Crítica Literaria, además de muchas otras instituciones. Integró el Grupo Martín Fierro también conocido como Grupo Florida. Fue profesor de enseñanza secundaria y en el Conservatorio Nacional de Música y Arte Escénico; presidente durante varios períodos de la Comisión Protectora de Bibliotecas Populares y  presidente del P.E.N. club de Argentina y Oficial de la Legión de Honor de Francia.
Echagüe falleció en Buenos Aires, el 5 de septiembre de 1950.

## Obras publicadas
- Alas que no volaron (Teatro).
- (Prólogo) Antología: Prosa, Colección Estrada 20, Selección y Prólogo de J. P. E., Buenos Aires, A. Estrada, 1943.
- Antonio Dellepiane en nuestra cultura, Conferencia, Buenos Aires, 1949.
- (Prólogo) Apología del traductor, Vedia y Mitre, Mariano de., prólogo de J. P. E, Buenos Aires, Viau y Zona, 1935.
- Apreciaciones, Buenos Aires, Coni, 1924.
- Artes en función, [s.l.], Gleizer, 1930.
- Cárcano escritor, Buenos Aires, Instituto Cultural Argentino-Mexicano, 1941.
- De historia y de letras:, páginas coadunadas, Buenos Aires, Rosso, 1935.
- El amor en la literatura, Buenos Aires, Losada, 1941.
- “El marucho fantasma”, en: Cuentos de las provincias argentinas. Buenos Aires, Huemul, 1971.
- “El Periodismo”, en: Historia de la Nación Argentina: desde los orígenes hasta la organización definitiva en 1862. 4. Buenos Aires, El Ateneo, 1940, 1961.
- El Teatro de ideas, Conferencias del año 1923. Jockey Club de Buenos Aires, Buenos Aires, 1923.
- Enfoques intelectuales, Editorial Losada, Buenos Aires, 1943.
- Escritores de la Argentina, Buenos Aires, Emecé, 1945.
- Estampas históricas y valoraciones críticas, Buenos Aires: Guillermo Kraft, 1950.
- Figuras de América, [S.l.], Sudamericana, 1943.
- Hechizo en la montaña, Buenos Aires, Guillermo Kraft, 1945.
- Historia de Monteagudo, [S.l.]: Espasa-Calpe, 1950.
- Hombres e ideas, Buenos Aires, M. Gleizer Editor, 1928.
- Hombres y episodios de nuestras guerras, Buenos Aires: Sopena, 1941.
- José León Pagano: Discursos de recepción, Buenos Aires: (s.n.), 1939.
- Juan Pablo Echagüe: Et le développement des relations franco-argentines, París: Livre, 1929.
- "La pericana" en: Cuentos de nuestra tierra. Buenos Aires: Raigal, 1952.
- "Las Letras" en: Historia de la Nación Argentina: desde los orígenes hasta la organización definitiva en 1862. 4. Buenos Aires: El Ateneo, 1940, 1961.
- La Tierra del hambre, Buenos Aires: Espasa-Calpe, 1951.
- La Última lección de San Martín, Buenos Aires: Peuser, 1943.
- (Prólogo)Las Islas Malvinas, de Paul Groussac, con prólogo de Jean Paul, Buenos Aires: Rosso, impr., 1936.
- Las Relaciones intelectuales franco-argentinas, Buenos Aires, 1923.
- Le théâtre argentin, París: Excelsior, 1927,[Trad. Georges Pillement].
- Letras francesas, (Sobre Pierre Laserre, Paul Adam, Charles Maurras, Jean Richepin), Buenos Aires, M. Gleizer. 1930.
- Libros y bibliotecas, Buenos Aires: Conabip, 1939.
- Los Métodos históricos en Francia en el Siglo XIX, Buenos Aires, Talleres Gráficos Argentinos, 1931.
- Mi tierra y mi casa, Buenos Aires: Kraft, 1948.
- Monteagudo: una vida meteórica, Buenos Aires, Kraft, 1942.
- Monteagudo, Buenos Aires, Espasa-Calpe, 1950.
- Música divina:, sus mejores prosas, sus más exquisitas poesías, Rubén Darío, prólogo de Jean Paul, Buenos Aires, Eden, 1927.
- Páginas selectas: extraídas de sus obras. Buenos Aires: Sociedad Impresora Americana, 1945.
- Paisajes y figuras de San Juan, Buenos Aires: Tor, 1933.
- Paradojas morales e inmorales, Buenos Aires, Sudamericana, 1947.
- Paroles Argentines, París, Editions Le Livre Libre, 1930.
- Por donde corre el Zonda: fantasmagorías, Buenos Aires, Domingo Viau, 1938; Buenos Aires: Guillermo Kraft, 1940; Buenos Aires: Ruy Díaz, 1994, [Premio Nacional de Literatura].
- Puntos de vista: crónicas de bibliografía y teatro, Barcelona: Casa Editorial Maucci, 1905.
- San Juan: Leyenda, intimidad, tragedia, Buenos Aires: Emecé, 1944.
- Sarmiento, crítico teatral, Sección de Crítica 4, Buenos Aires, Universidad de Buenos Aires, 1925.
- "Sarmiento escritor", en: Sarmiento, centenario de su muerte: recopilación de textos publicados por miembros de la Institución. Buenos Aires: Academia Argentina de Letras, 1988.
- Seis figuras del Plata, Buenos Aires, Losada, 1938.
- “Sobre el cinematógrafo y la técnica”, en La Película, Buenos Aires, s.l., 27 de septiembre de 1917.
- Teatro argentino: impresiones de teatro, Madrid, América, 1917?
- Teatro y música en Europa, Buenos Aires, Del Colegio, 1940.
- Tierra de huarpes, Buenos Aires, Peuser, 1945.
- Tradiciones, leyendas y cuentos argentinos, Buenos Aires: Espasa-Calpe Argentina, 1944, 1950.
- Tres estampas de mi tierra, Buenos Aires: Francisco A. Colombo, 1939, [Premio Nacional de Literatura].
- Una Época del teatro argentino: 1904-1918, (título que fuera traducido al francés), Buenos Aires, América Unida, 1926.
- Vida literaria, Ed. Sopena, col. Ayer y hoy, 1941.